# Rund um den Henninger-Turm 1972
Il Rund um den Henninger-Turm 1972, undicesima edizione della corsa, si svolse il 1º maggio su un percorso di 215 km, con partenza e arrivo a Francoforte sul Meno. Fu vinto dal francese Gilbert Bellone della squadra Rokado davanti ai belgi Eddy Merckx e Noël Vantyghem.

## Ordine d'arrivo (Top 10)
| Pos. | Corridore           | Squadra                          | Tempo    |
| ---- | ------------------- | -------------------------------- | -------- |
| 1    | Gilbert Bellone     | Rokado                           | 5h37'22" |
| 2    | Eddy Merckx         | Molteni                          | a 51"    |
| 3    | Noël Vantyghem      | Novy-Dubble Bubble               | a 53"    |
| 4    | Wim Schepers        | Rokado                           | s.t.     |
| 5    | Roland Berland      | Bic                              | s.t.     |
| 6    | Eric Leman          | Bic                              | s.t.     |
| 7    | Ludo Van Staeyen    | Van Cauter-Magniflex-de Gribaldy | s.t.     |
| 8    | Gerben Karstens     | Rokado                           | s.t.     |
| 9    | Herman Van Springel | Molteni                          | s.t.     |
| 10   | Jan Janssen         | Beaulieu-Flandria                | s.t.     |